# Kate Miller-Heidke

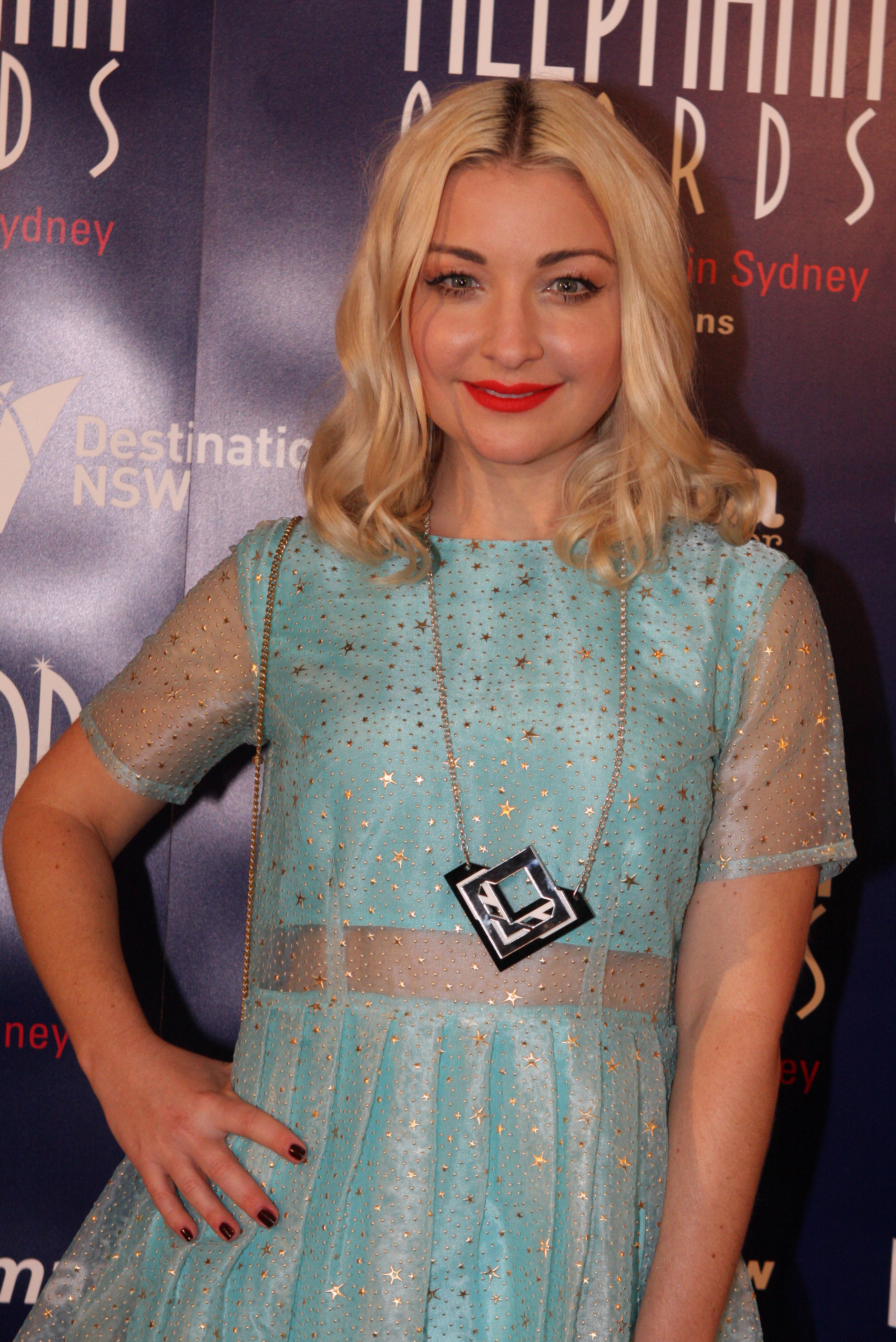
Kate Miller-Heidke (2015)

Kate Miller-Heidke (* 16. November 1981) ist eine australische Sängerin und Songwriterin aus Brisbane.

## Biografie
Miller-Heidke studierte klassischen Gesang, wobei sie ihr Studium mit dem Master Grad als Master of Music abschloss. Anschließend begann sie eine Karriere als klassische Sängerin im Stimmfach Sopran. Von 2000 bis 2004 war sie daneben Mitglied der Popband Elsewhere, die auch eine EP herausbrachte. Nachdem die Band auseinanderging, machte Miller-Heidke solo weiter. Sie nahm eigene EPs auf und trat mehrfach bei Women in Voice auf, wofür sie 2005 für den besten Auftritt des Jahres mit einem Helpmann Award ausgezeichnet wurde. Danach unterschrieb sie einen Plattenvertrag mit Sony-BMG Australia und veröffentlichte 2007 ihr Debütalbum Little Eve. Es erreichte Platz 11 der australischen Charts und brachte mit Words auch einen kleineren Singlehit hervor. Bereits im Jahr darauf erschien das Album Curiouser, das Platz 2 erreichte und mit Platin ausgezeichnet wurde. Mit dem Lied The Last Day on Earth hatte sie im Jahr darauf einen Nummer-3-Hit. Daneben ist sie weiterhin als Opernsängerin und Komponistin tätig.
Sie gewann am 9. Februar 2019 den australischen Vorentscheid Eurovision 2019: Australia Decides, die erste öffentliche Vorauswahl des Landes zum Eurovision Song Contest überhaupt, mit dem Pop-Opera-Lied Zero Gravity. Mit 261 Punkten gewann sie das erste Halbfinale und belegte im Finale mit 284 Punkten Platz 9 der Gesamtwertung. Zusätzlich erhielt sie den Marcel-Bezençon-Preis für die beste künstlerische Leistung.

## Diskografie

### Alben
| Jahr | Titel                                   | Höchstplatzierung, Gesamtwochen, AuszeichnungChartsChartplatzierungen (Jahr, Titel, Platzierungen, Wochen, Auszeichnungen, Anmerkungen) | Anmerkungen                       |
| Jahr | Titel                                   | AU | Anmerkungen                       |
| ---- | --------------------------------------- | --- | --------------------------------- |
| 2007 | Little Eve                              | AU11 Gold · (7 Wo.)AU |                                   |
| 2008 | Curiouser                               | AU2 Platin · (33 Wo.)AU |                                   |
| 2012 | Nightflight                             | AU2 (5 Wo.)AU |                                   |
| 2014 | O Vertigo!                              | AU4 (4 Wo.)AU |                                   |
| 2016 | The Best of Kate Miller-Heidke: Act One | AU35 (1 Wo.)AU |                                   |
| 2017 | Live at the Sydney Opera House          | AU31 (1 Wo.)AU | mit dem Sydney Symphony Orchestra |
| 2020 | Child in Reverse                        | AU9 (1 Wo.)AU |                                   |

Weitere Alben
- 2002: Elsewhere (mit Elsewhere)
- 2009: Live at the Hi-Fi

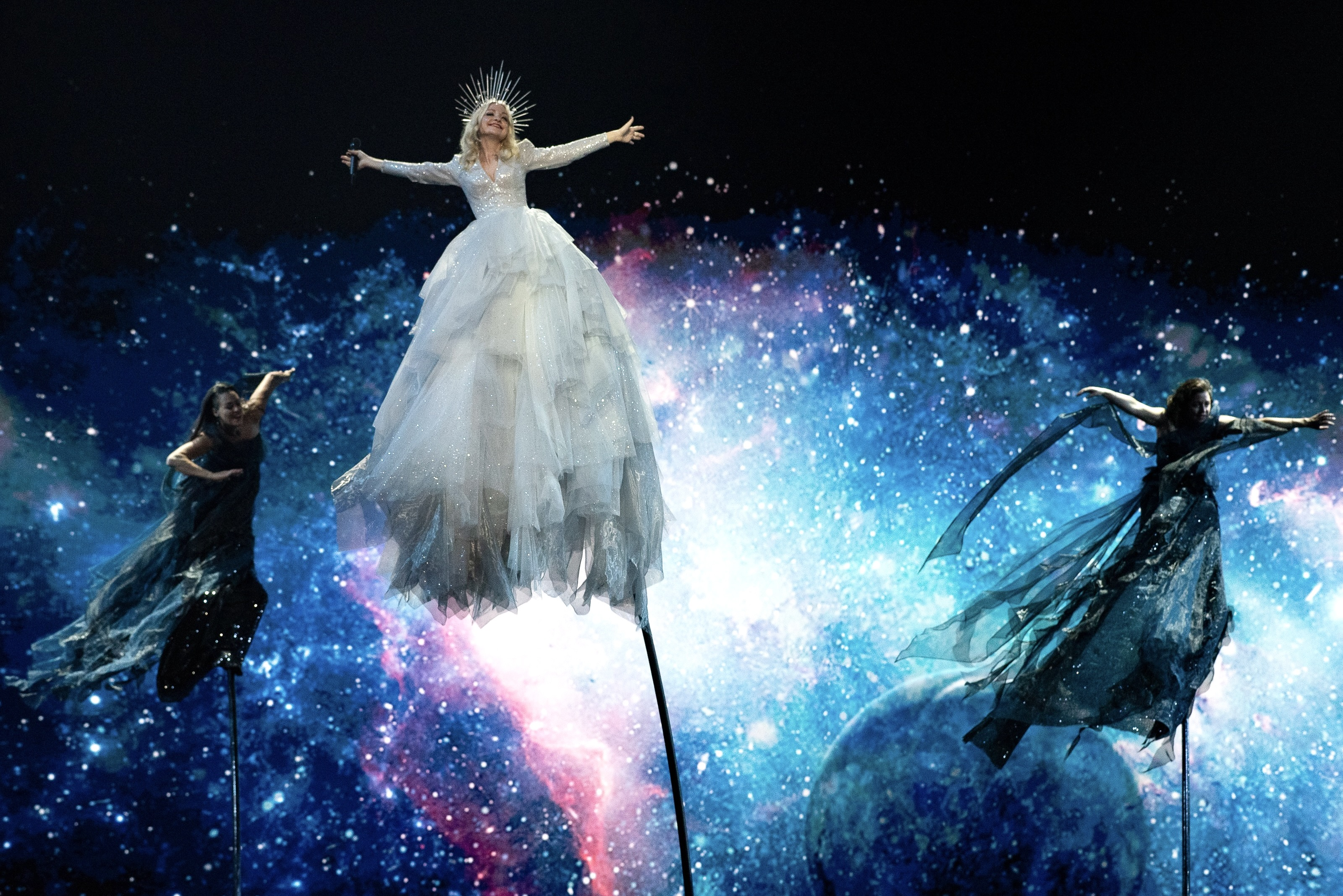
Kate Miller-Heidke beim ESC 2019 im 1. Halbfinale

- 2009: Fatty Gets a Stylist (mit Fatty Gets a Stylist)
- 2013: Heavenly Sounds Live
- 2020: Michel van der Aa featuring Kate Miller-Heidke. Time Falling, im Januar 2020 publiziert beim von Michel van der Aa gegründeten Label Disquiet Media

### Singles
| Jahr | Titel Album                     | Höchstplatzierung, Gesamtwochen, AuszeichnungChartsChartplatzierungen (Jahr, Titel, Album, Platzierungen, Wochen, Auszeichnungen, Anmerkungen) | Anmerkungen |
| Jahr | Titel Album                     | AU | Anmerkungen |
| ---- | ------------------------------- | --- | ----------- |
| 2007 | Words Little Eve                | AU43 (4 Wo.)AU |             |
| 2008 | Can’t Shake It Curiouser        | AU38 (4 Wo.)AU |             |
| 2009 | Caught in the Crowd Curiouser   | AU33 Gold · (15 Wo.)AU |             |
| 2009 | The Last Day on Earth Curiouser | AU3 ×3Dreifachplatin · (26 Wo.)AU |             |

Weitere Lieder
- 2006: Apartment
- 2007: Make It Last
- 2008: Space They Cannot Touch
- 2011: Are You Ready
- 2011: Holloway Park
- 2012: I’ll Change Your Mind
- 2013: Sarah
- 2013: Ride This Feeling
- 2014: Drama (featuring Drapht)
- 2014: Sing to Me
- 2014: Offer It Up

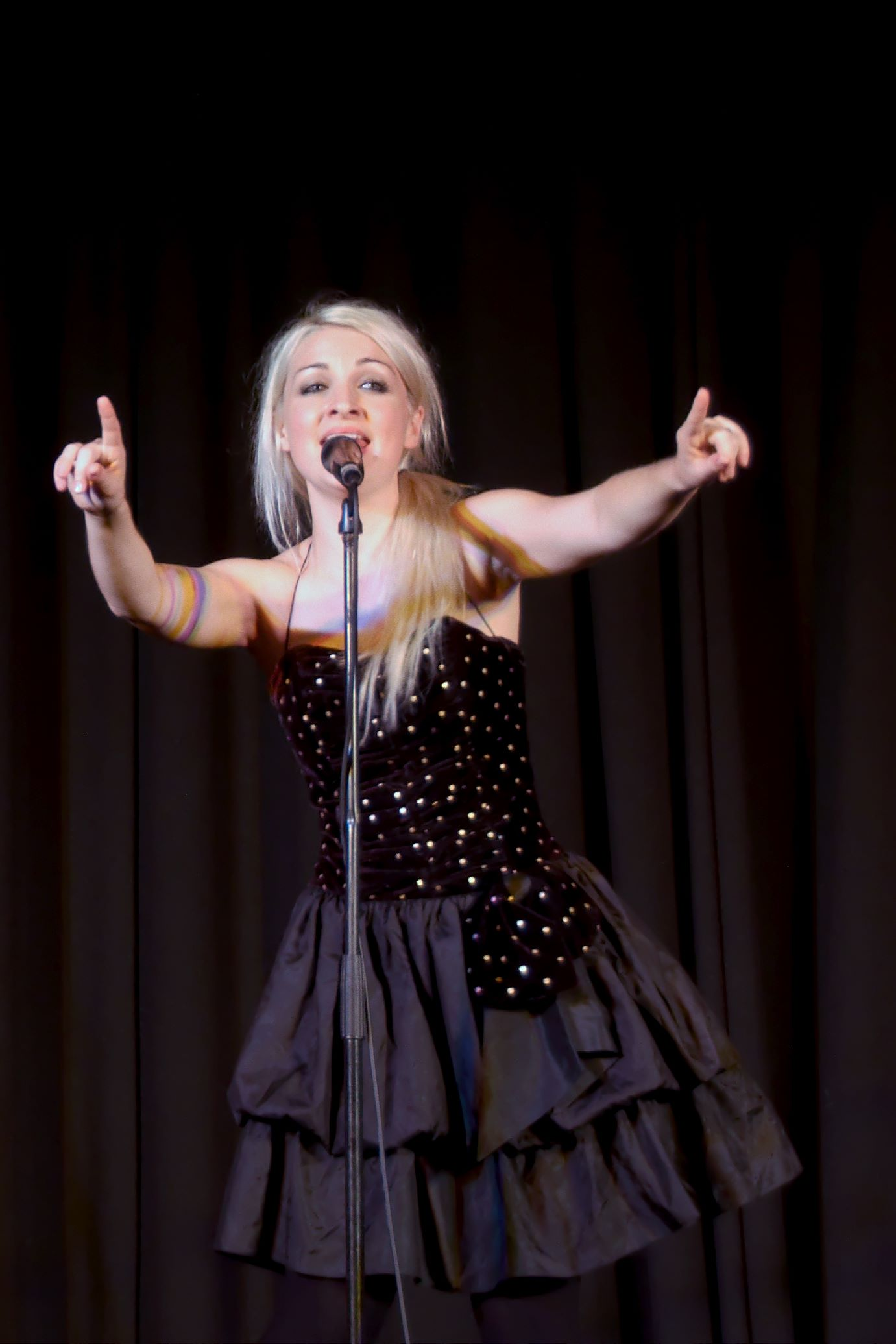
Kate Miller-Heidke (2009)

- 2015: I’m Growing a Beard Downstairs for Christmas (featuring The Beards)
- 2016: Where?
- 2016: You’ve Underestimated Me, Dude
- 2019: Zero Gravity
- 2019: Ernie